# Lorenzo Staelens
Lorenzo Jules Staelens (phát âm tiếng Hà Lan: [ˈloːrɛnzoː ˈstaːləns]; sinh ngày 30 tháng 4 năm 1964) là một cựu cầu thủ bóng đá Bỉ.
Bắt đầu sự nghiệp ở vị trí tiền vệ, ông kết thúc sự nghiệp ở vị trí hậu vệ khi gần 40 tuổi, ghi hơn 100 bàn trong sự nghiệp.
Staelens thi đấu cho đội tuyển bóng đá quốc gia Bỉ tại ba Giải vô địch bóng đá thế giới, cùng với đó là Giải vô địch bóng đá châu Âu 2000 trên sân nhà.

## Thống kê sự nghiệp
| Đội tuyển Bỉ | Đội tuyển Bỉ | Đội tuyển Bỉ |
| Năm          | Trận         | Bàn          |
| ------------ | ------------ | ------------ |
| 1990         | 3            | 0            |
| 1991         | 3            | 0            |
| 1992         | 4            | 1            |
| 1993         | 6            | 0            |
| 1994         | 11           | 0            |
| 1995         | 8            | 0            |
| 1996         | 3            | 0            |
| 1997         | 6            | 5            |
| 1998         | 8            | 0            |
| 1999         | 11           | 1            |
| 2000         | 7            | 1            |
| Tổng cộng    | 70           | 8            |